# Фасил
Фасил (тур. Fasıl — розділ) — сюїта класичної османської музики. Подібна до арабських нубу и васлу. 
Класичний фасил зазвичай включає такі частини музичного твору, як таксім, пешрев, кар, бесте, агир семаї, юрюк семаї, газель, шарки і саз семаї, які виконуються безперервно і пов'язані між собою аранжуваннями аранагме (тур. aranağme).
Сучасний фасил включає в себе таксим, пешрев, шарки (агир аксак), юрюк семаї, тюрк акшаги, таксім, шарки (деякі — з темпом, що збільшується) і саз семаї.
Повний концерт фасилу включає чотири різні інструментальні форми і три вокальні форми, зокрема легку класичну пісню (шарки). Строго класичний фасил залишається незмінним макамом, починаючи з вступного таксима і зазвичай закінчуючи танцювальною мелодією (оюн хаваси).
Традиційний фасил — як класичний, так і сучасний — це музичне дійство, відмінне від виконання «східних» або «арабескових» поп-і фолк-пісень, що зустрічаються в мейханах та тавернах, які іноді називаються однаково.